# 6880 Хаямію
6880 Хаямію (6880 Hayamiyu) — астероїд головного поясу, відкритий 13 жовтня 1994 року.
Тіссеранів параметр щодо Юпітера — 3,315.